# Joseph Franz von Allioli

Joseph Franz von Allioli

Joseph Franz Allioli, ab 1852 Ritter von Allioli, (* 10. August 1793 in Sulzbach; † 22. Mai 1873 in Augsburg) war ein katholischer Theologe und Verfasser einer Übersetzung der Bibel ins Deutsche.

## Leben

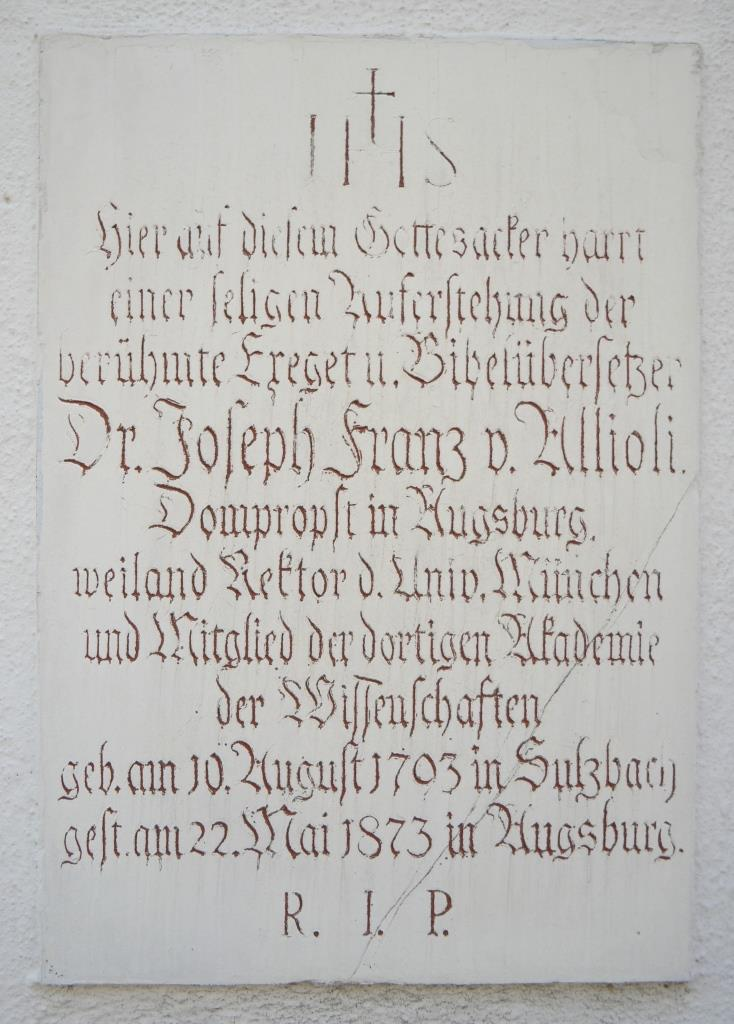
Epitaph des Joseph Franz von Allioli an der Kirche des Hermanfriedhofs in Augsburg

Alliolis Eltern waren Georg Ulrich Allioli (1776–1832) und Anna Margarete, geborene Hirschmann (1778–1823).
Allioli studierte nach dem Gymnasialabschluss 1809 am (heutigen) Wilhelmsgymnasium München an der Universität Landshut Theologie. Er war Schüler von Johann Michael Sailer.
1816 erhielt er in Regensburg die Priesterweihe und studierte anschließend in Wien, Rom und Paris.
1821 wurde er in Landshut Dozent, 1823 außerordentlicher und 1824 ordentlicher Professor der orientalischen Sprachen, der Exegese und biblischen Archäologie. Nach der Übersiedlung der Universität Landshut nach München im Jahre 1826 wurde er Professor an der Universität München. Außerdem war er ab 1830 außerordentliches und ab 1835 ordentliches Mitglied der
Bayerischen Akademie der Wissenschaften und Rektor der Universität. Ein Halsleiden zwang ihn, nach Regensburg umzuziehen. 1838 wurde er Propst des Domkapitels in Augsburg.
Seine Bibelübersetzung beruht auf der lateinischen Vulgata unter Berücksichtigung des hebräischen und griechischen Textes. Als erste deutschsprachige Übersetzung mit päpstlicher Druckerlaubnis erschien sie zwischen 1830 und 1834 in sechs Bänden. Revidiert wurde sie 1899 von Augustin Arndt sowie 1965 von Eleonore Beck und Gabriele Miller. Ab der zweiten Hälfte des 19. bis Mitte des 20. Jahrhunderts war die Allioli-Bibel die verbreitetste katholische Bibelübersetzung im deutschsprachigen Raum. Im Gebrauch der katholischen Liturgie wurde sie von der Einheitsübersetzung abgelöst. Im Jahr 2013 wurde sie allerdings vom Nova et Vetera-Verlag in einer sprachlich behutsam bearbeiteten Form des bereits durch Ludwig Athanasius Wintersig (1900–1942) überarbeiteten Textes neu herausgebracht.
Begründet durch die Übersetzung aus der Vulgata unterscheidet sich die Nummerierung der Psalmen von derjenigen der heute gebräuchlichen Übersetzungen, welche sich diesbezüglich an der Einteilung Robert Estiennes ausrichten.

## Ehrungen
- 1852 Ritter des Verdienstordens der Bayerischen Krone[3]
- 1856 Komtur des Verdienstordens vom Heiligen Michael[4]

## Leseprobe
Mt 18,23–24 , nach einer Ausgabe der Britischen und Ausländischen Bibelgesellschaft, Wien 1950:
„Darum ist das Himmelreich einem Könige gleich, der mit seinen Knechten Rechenschaft halten wollte. Als er zu rechnen anfing, brachte man ihm einen, der ihm zehntausend Talente schuldig war.“
Mt 5,1–4  (Anfang der Bergpredigt), nach einer Ausgabe von 1851:
„Als nun Jesus die Schaaren sah, stieg er auf den Berg, und als er sich niedergesetzt hatte, traten seine Jünger zu ihm. Und er that seinen Mund auf, lehrte sie, und sprach: Selig sind die Armen im Geiste; denn ihrer ist das Himmelreich. Selig sind die Sanftmüthigen; denn sie werden das Erdreich besitzen. Selig sind die Trauernden; denn sie werden getröstet werden.“

## Werke
- Handbuch der biblischen Alterthumskunde, 1. Lfg. 1840 (Die Heilige Schrift Alten und Neuen Testamentes, 15. Lfg.) urn:nbn:de:hbz:061:1-495586.